# USALS
Universal Satellite Automatic Location System (ou USALS) est une marque déposée par la société italienne STAB. Il s'agit en fait d'une autre dénomination pour la technique consistant à mettre en place un moteur d'antenne satellite grâce à la fonction aller vers X (Goto XX), qui consiste à envoyer, via des salves véhiculées par le câble coaxial, le moteur sur une position angulaire donnée. Les instructions données utilisent une version du DiSEqC dite 1.3. Le moteur contient une mémoire.      
Il suffit alors d'indiquer au terminal pilotant l'antenne parabolique les coordonnées locales du site de réception (longitude/latitude), l'antenne, via son moteur, lors de l'appel des chaînes, allant se placer automatiquement sur le satellite désiré.